# True Life
True Life – amerykański program dokumentalny. Każdy odcinek programu skupia się na konkretnym problemie czy kwestii, często istotnych społecznie np. otyłość czy uzależnienie od narkotyków. W poszczególnych epizodach programu ukazane jest życie różnych osób, które łączy dany problem. Program produkowany jest przez stację MTV od 1998 roku.